# Банска-Быстрицкая наступательная операция
Банска-Быстрицкая наступательная операция — фронтовая наступательная операция советских и румынских войск 2-го Украинского фронта в Великой Отечественной войне, проводившаяся 10 — 30 марта 1945 года.

## Обстановка к началу операции. Силы сторон
К началу марта 1945 года основные силы 2-го Украинского фронта (командующий — Маршал Советского Союза Р.Я. Малиновский) отражали немецкое наступление в ходе Балатонской оборонительной операции и готовились к переходу в наступление в запланированной Венской наступательной операции. Правый фланг фронта в это время действовал в центральной Словакии, активными действиями сковывал противостоящие силы противника и обеспечивал с севера прикрытие основных войск фронта. Эти задачи войска правого крыла фронта решали в течение всего марта. Особенно роль этих действий возросла с началом Венской операции (16 марта 1945 года). Впоследствии это наступление, не являвшееся непосредственной частью Венской операции, получило наименование «Банска-Быстрицкая наступательная операция».  
В операции участвовали: 
- 40-я армия (командующий генерал-лейтенант Ф.Ф. Жмаченко, в составе армии 5 стрелковых дивизий, 11-я артиллерийская дивизия, артиллерийская бригада, 2 артиллерийских и 2 миномётных полка, зенитно-артиллерийский полк, 2 штрафные роты),
- 53-я армия (до 25 марта 1945 года, командующий генерал-лейтенант И.М. Манагаров)
- Часть сил 5-й воздушной армии (командующий генерал-лейтенант С.К. Горюнов)
- 1-я румынская армия ((командующий армейский генерал Василе Атанасиу, на 1.03.1945 — 39 751 человек, 212 орудий, без танков)[3]
- 4-я румынская армия (командующий корпусной генерал Николае Даскалеску, на 1.03.1945 — 51 634 человек, 417 орудий, 6 танков)[4]
- 1-й румынский авиационный корпус.

Численность советских войск — 79 780 человек, численность румынских войск — 91 385 человек.
Этим силам противостояли войска 8-й армии (командующий — генерал горных войск Ханс Крейзинг) группы армий «Юг» (командующий — генерал пехоты Отто Вёлер):
- 72-й армейский корпус (76-я пехотная дивизия, 8-я егерская дивизия)
- 15-я пехотная дивизия
- 24-я венгерская пехотная дивизия
- 5-я венгерская пехотная дивизия
- 3 пехотных полка
- до 10 охранных батальонов.

Общая численность войск не установлена.

## Ход операции
Операция была тяжёлой. Всё сражение представляло собой упорное продвижение советских войск на запад по сильно пересечённой горно-лесистой местности Западных Карпат. Основные горные хребты, долины и протекающие по ним реки, а также дороги проходили перпендикулярно линии продвижения советско-румынских войск. Все эти естественные рубежи были подготовлены к обороне противником и заняты его войсками, что существенно затрудняло наступление. Часто наступление велось на направлениях, изолированных друг от друга естественными преградами. Основным видом боевых действий стали обходные маневры  специально сформированных передовых отрядов, сформированных на основе стрелковых подразделений и усиленных пулемётами и миномётами, а также лёгкой артиллерией. Для взятия каждого рубежа или опорного пункта обороны были задействованы сразу несколько таких групп.  Для взятия особо упорно сопротивляющихся узлов обороны подтягивалось значительное количество артиллерии. Всё это сильно снижало темпы наступления, но гарантировало непрерывность наступления и сковывание больших сил немецко-венгерских войск.
Основную тяжесть операции вынесла на себе 40-я армия. С юга её поддерживала 53-я армия (25 марта эта армия была перенацелена для участия в Венской  наступательной операции и переброшена на другое направление). Румынские армии выполняли задачи по обеспечению действий на направлении главного удара и наступали на второстепенных направлениях.
Никакой оперативной паузы перед операцией не было – те же самые задачи на тех же направлениях войска выполняли всю первую декаду марта. Поэтому дата начала операции — 10 марта — весьма условна. 
Продвинувшись с 10 по 14 марта от 4 до 10 километров, войска 40-й армии 14 марта овладели городом Зволен. 14 марта 40-я армия с ходу форсировала реку Грон, а 53-я армия к 21 марта в своей полосе наступления вытеснила немецкие части на правый берег реки Грон. 25 марта 40-я армия вышла к сильно укрепленному городу Банска-Быстрица. Вместо штурма города командующий армией приказал передовым группам занять все высоты вокруг города и перехватить или взять под обстрел все ведущие к городу дороги. Когда это было выполнено, немецкий гарнизон был вынужден бросить мощные оборонительные позиции и с потерями пробиваться из города. Освобождение Банска-Быстрицы заняло всего несколько часов. В этот же день 53-я армия форсировала реку Грон в своей полосе наступления и захватила плацдарм глубиной до 6 километров. Ежедневно советские части на отдельных направлениях продвигались от 4 до 8 километров, иногда продвижение исчислялось сотнями метров в сутки, но продвижение было ежедневным. Противник оказывал упорное сопротивление, почти ежедневно предпринимая сильные контратаки и иногда даже оттесняя наступавшие войска. 

## Итоги операции
К 30 марта советские войска прошли с непрерывными боями 30 километров, освободили 2 города и  около 170 населённых пунктов. Этот день считается датой завершения операции, хотя фактически сражение продолжалось без паузы. Войска выполнили свою задачу — добились продвижения в трудных условиях, не позволили противнику ударить с севера по советским войскам на Венском направлении и полностью сковали противостоящие им силы — ни одна дивизия из Карпат в Австрию переброшена не была. 
За время операции потери 2-го Украинского фронта достигли 2104 человека погибшими, 9033 человека ранеными и заболевшими, всего 11137 человек. Потери румынских войск составили 223 убитых и 1016 раненых.
Немецкие данные о потерях своих войск не установлены. Согласно подсчёту ежедневных сведений в «Журналах боевых действий» 40-й и 53-й армий, за период с 10 по 30 марта 1945 года войсками этих армий уничтожены 7942 солдат и 1603 взято в плен.  